# Goodnight, Goodnight (Maroon 5)
Goodnight, Goodnight è un singolo del gruppo musicale statunitense Maroon 5, pubblicato l'8 dicembre 2008 come quinto estratto dal secondo album in studio It Won't Be Soon Before Long.

## Successo commerciale
Il singolo ha iniziato a ricevere alcuni airplay in Brasile ed ha raggiunto la prima posizione dei singoli più venduti in Corea.

## Video musicale
Il videoclip è stato diretto da Marc Webb in anteprima su Yahoo! Music il 21 agosto 2008. In Brasile il video è apparso in anteprima il 18 ottobre su TVZ Top come bonus track.
La trama si basa su una "prima e dopo" la storia tra Levine e Bailey. Prima era bellissima poi dopo si sono separati, ma lui è ancora innamorato di lei.
L'ex membro Ryan Dusick fa anche un cameo nel video.

## Formazione
- Adam Levine – voce, chitarra solista
- Jesse Carmichael – tastiere,  cori
- Mickey Madden – basso
- James Valentine – chitarra ritmica
- Matt Flynn – batteria